# Attenti al lupo
Attenti al lupo prodotto da Mauro Malavasi che cura gli arrangiamenti. è un brano musicale scritto da Ron e cantato da Lucio Dalla nel 1990 contenuto nell'album Cambio.

## Formazione
- Lucio Dalla - voce, cori
- Mauro Malavasi – pianoforte, tastiera, cori, arrangiamento
- Bruno Mariani - Chitarra Elettrica

Produzione
- Mauro Malavasi – produzione, missaggio, mastering

## Descrizione
Il brano, scritto da Ron, venne presentato nel corso del programma Fantastico 90 condotto da Pippo Baudo. Raggiunse in classifica il 10º posto il 17 novembre 1990 e successivamente si issò al primo posto, rimanendo in classifica fino al 30 marzo 1991. Alla fine dell'anno risulterà il quarto singolo più venduto in Italia. Vede 24 milioni di visualizzazioni su YouTube
Il videoclip abbinato alla canzone è ambientato in un circo, col cantautore affiancato da due donne (le coriste Iskra Menarini e Carolina Balboni) e da Robert Sidoli alla chitarra elettrica. La Balboni e Sidoli realizzarono nello stesso periodo un album supervisionato proprio da Dalla e uscito col nome di Robert e Cara.

## Tracce
Vinile 12"
1. Attenti al lupo (WWF Remix) – 4:36
2. Attenti al lupo (Black Box Remix) – 6:15
3. Attenti al lupo – 3:25
4. E l'amore – 4:15

Vinile 12" Remix
1. Attenti al lupo (B.Box Remix) – 6:15
2. Attenti al lupo (Wwf Remix) – 4:36
3. Attenti al lupo (Acapella) – 3:47

## Cover
- Nel 1992 Federico Salvatore eseguì una parodia del brano per l'album Cabarettombola (Zeus Record – BE 0317)
- Nel 1997 uscì l'album de Le Figlie del Vento Il meglio, contenente la cover del brano (D.V. More Record, CDDV6163).
- Nel 2022 la cantante Cristina D'Avena feat. Piccolo Coro dell'Antoniano pubblicò una cover del brano nella raccolta 40 - Il sogno continua (Warner Records – 5054197426650).
- Iskra Menarini, una delle due coriste di Dalla, incise una versione del brano, pubblicata nell'album Lucio dove vai? Io sono qui! - Iskra canta Lucio Dalla, con il quale omaggiò il cantante.

## Classifiche

### Classifiche settimanali
| Classifica (1990-94) | Posizione         |
| -------------------- | ----------------- |
| Cile                 | 2                 |
| Islanda              | 4                 |
| Italia               | 1                 |
| Uruguay              | 1                 |
| Classifica (2012)    | Posizione massima |
| Italia               | 17                |

### Classifiche di fine anno
| Classifica (1991) | Posizione |
| ----------------- | --------- |
| Italia            | 4         |

### Classifica italiana
| Posizione | 10 | 4 | 3 | 3 | 2 | 2 | 1 | 2 | 1 | 1 | 1 | 2 | 2 | 4 | 3 | 6 | 10 | 12 | 12 | 15 |